# Сегеста
Сегеста (на старогръцки: Ἕγεστα или Egesta; на сицилиански: Siggésta), първоначално Егеста или Акеста (Ἐγεστα или Αἴγεστα) е един от главните градове на елимите на северния бряг на Сицилия, намиращ се между Дрепана и Панорм. Колонизиран от древните гърци, се превръща в полис, който е в постоянно съперничество със Селинунт.